# Elin Williams
Elin Williams (nascida no País de Gales) é uma influenciadora e blogueira notável por seu premiado blog My Blurred World. Incluindo prêmios como o de melhor blog de estilo de vida de 2018 para o teen blogger awards. Seu blog promove uma conscientização positiva sobre a deficiência.

## Infância e educação
Elin Williams começou a perder a visão aos três anos de idade e, aos seis anos, foi diagnosticada com uma doença ocular degenerativa chamada retinite pigmentosa. Aos doze anos, ela foi registrada como cega/deficiente visual, mas ainda tem alguma visão restante.
A visão de Elin piorou significativamente e ela não conseguia mais ver letras grandes. Dessa forma, ela teve que fazer a transição para o uso do braille durante o período em que estava fazendo o Certificado Geral de Ensino Secundário (GCSE). Ela já havia aprendido inglês e galês, Elin Williams achava estressante o processo de aprender braille em francês. Depois de completar seus estudos A-Level, Elin trabalhou no Royal National Institute of Blind People (RNIB) por um ano. Após este ano de trabalho, ela se matriculou na Open University, onde fez um BA (Hons) em redação criativa.

## Ativismo
O blog de Elin Williams começou originalmente como um blog de beleza, mas desde então se transformou em uma plataforma de promoção de orientação e ação positiva para jovens com deficiência visual. Ela queria compartilhar o impacto emocional de perder a visão e também pressionar pela inclusão e acessibilidade na indústria da moda. Ela começou seu blog, My Blurred World (Meu Mundo Borrado, em tradução livre), em 2015. Elin envolve-se como escritora convidada para outros blogs e instituições de caridade, e está envolvida em diferentes campanhas para o RNIB. Seu trabalho recebeu muito reconhecimento, aparecendo em diferentes listas de blogueiros influentes e ganhando dois prêmios diferentes no Teen Blogger Awards, em 2018.

## Prêmios
- 2018 - Melhor blog de estilo de vida, Teen Blogger Awards.[2]
- 2018 - Lista de 100 poderes para pessoas com deficiência.[5]
- 2019 - Nomeada para a pré-selecção: Social Media Influencer of the Year, no RNIB See Differently Awards.[5][6]
- 2020 - BBC 100 Mulheres.[7]